# Пауновић
Пауновић је српско презиме изведено од мушког имена Паун. Познате особе са овим презименом су:
- Благоје Пауновић (1947–2014), фудбалер и менаџер
- Вељко Пауновић (рођен 1977), фудбалер
- Миленко Пауновић (1889–1924), композитор и писац